# Ad Verbum
Ad Verbum — інтерактивна фантастична гра, для операційних систем Windows і Macintosh.

## Історія
Історія гри починається з того, що місто отримало сповіщення про виселення, але підрядник за контрактом зобов'язаний провести інвентаризацію садиби Чарівника, перш ніж знести її. Але відбуваються дивні речі, які заважають йому зробити це.

## Ігровий процес
Ігровий процес вимагає знання англійської мови та гри слів. Наприклад, у певних місцях гравцеві дозволено використовувати лише команди, які починаються з певної літери.

## Нагороди
- Переможець XYZZY Award for Best Puzzles.
- 4-е місце у 6-му щорічному Interactive Fiction Competition
- Перше місце в конкурсі «Міс Конгеніальність», улюблена гра авторів змагальних ігор на Інтерактивному конкурсі фантастики